# Cambra Megalítica de Can Nadal
La Cambra Megalítica de Can Nadal es troba al Parc de la Serralada Litoral, concretament a Vilanova del Vallès  (el Vallès Oriental), al cim del Turó de Can Nadal, amb la Roca Foradada de Can Nadal, està inclosa a l'Inventari del Patrimoni Arqueològic i Paleontològic de Catalunya.

## Descripció
És una balma formada per un aflorament de granit i que sembla haver estat eixamplada artificialment. La cavitat, de planta ovoïdal, mesura aproximadament 2,50 x 1,50 m i l'alçària oscil·la entre 0,9 i 1,45. El lateral O està tancat per una gran llosa, amb tota probabilitat posada expressament. Tot fa pensar que es tracta d'una cambra sepulcral. La fitxa de l'inventari arqueològic del Parc diu el següent:
| « | Segons la bibliografia, en el vessant S del turó de Can Nadal van aparèixer destrals de pedra, ganivets de sílex i puntes de sageta d'època calcolítica. Jaume Ventura, de Vilassar de Dalt, hi excavà cap als anys cinquanta. Però és pràcticament impossible localitzar el lloc exacte de les troballes per la manca de registres documentals. També segons la bibliografia, en aquesta zona han aparegut fragments ceràmics de factura ibèrica a torn i a mà, molt rodats, en una àrea molt dispersa. | » |

## Accés
És ubicada a Vilanova del Vallès: a la carretera BV-5001, entre Vilanova del Vallès i la Roca del Vallès, al PK 22 cerquem el cartell que indica Urbanització Can Nadal. Pugem fins al punt més alt de l'entramat de carrers asfaltats, aparquem i anem a peu cap al Turó de Can Nadal. Allà cerquem un corriol que ressegueix la carena per sota la línia elèctrica i el seguim en direcció est. Quan trobem una construcció quadrada (un antic dipòsit d'aigua) cerquem la traça d'un corriol que baixa en direcció oest i que, al cap de 80 metres, ens deixarà a la part superior de la Roca Foradada de Can Nadal. Des d'ací només ens caldrà caminar 50 metres en direcció nord per trobar la Cambra Megalítica de Can Nadal. Coordenades: x=443538 y=4599928 z=346.